# Dudleya multicaulis
Dudleya multicaulis là một loài thực vật có hoa trong họ Crassulaceae. Loài này được (Rose) Moran miêu tả khoa học đầu tiên năm 1953.